# Eino Kirjonen
Eino Einari Kirjonen, né le 25 février 1933 à Koivisto et décédé 21 août 1988 à Kouvola, est un sauteur à ski finlandais.

## Biographie
Kirjonen fait ses débuts sur la Tournée des quatre tremplins en 1953-1954, pour se classer deuxième au concours de Garmisch-Partenkirchen et dans le top dix de toutes les manches. L'hiver suivant, il ajoute deux deuxièmes places à son palmarès dans cette compétition, ainsi qu'au classement final et gagne en Finlande le concours des Jeux du ski de Lahti. Il remporte sa première manche sur la Tournée des quatre tremplins en 1955-1956 à Garmisch-Partenkirchen. Lors de l'édition 1956-1957, gagnant à Bischofshofen, il s'incline pour 0,7 point devant son compatriote Pentti Uotinen au classement final. Il doit attendre 1962 pour être sacré dans cette compétition reine du saut à ski, après trois deuxièmes places.
Il se classe septième sur tremplin normal aux Jeux olympiques d'hiver de 1956 et 17e aux Jeux olympiques d'hiver de 1960.
Il gagne aussi la Tournée Suisse en 1961 et 1963.

## Palmarès

### Jeux olympiques
| Épreuve / Édition | Cortina d'Ampezzo 1956 | Squaw Valley 1960 |
| Individuel        | 7e                     | 17e               |

### Tournée des quatre tremplins
- Vainqueur de l'édition 1961-1962.
- 11 podiums dans des manches, dont 3 victoires.